# 朴鐘煥
朴 鐘煥（パク・チョンファン、朝鮮語: 박종환、1904年1月17日または1909年1月27日 - 没年不詳） は、大韓民国の実業家、政治家。制憲韓国国会議員。

## 経歴
慶尚北道清道郡出身。京城中央高等学校、中央大学法学部卒。清道ファンサム精米合資会代表、朝鮮食糧営団参事兼清道工場長、京城大同建物株式会社取締役、京城大韓工業土建株式会社社長、米軍政庁人事行政処考試課長を歴任。
1950年7月20日ごろ敦岩洞の友人宅にいたところ拉致され、以後北朝鮮で在北平和統一促進協議会中央委員などを務めた。1959年3月ごろに咸鏡北道富寧郡（当時古茂山）に移住したとされる。以後消息、没年不明。